# 仁安羌
仁安羌是缅甸马圭省城市，位于曼德勒西南217公里的伊洛瓦底江畔，人口82,545人（1993年估计）。仁安羌附近盛产石油，是亚洲最早开采石油的地区之一。仁安羌在缅语里意为“油河”。第二次世界大战期间，著名的仁安羌大捷就发生在附近。

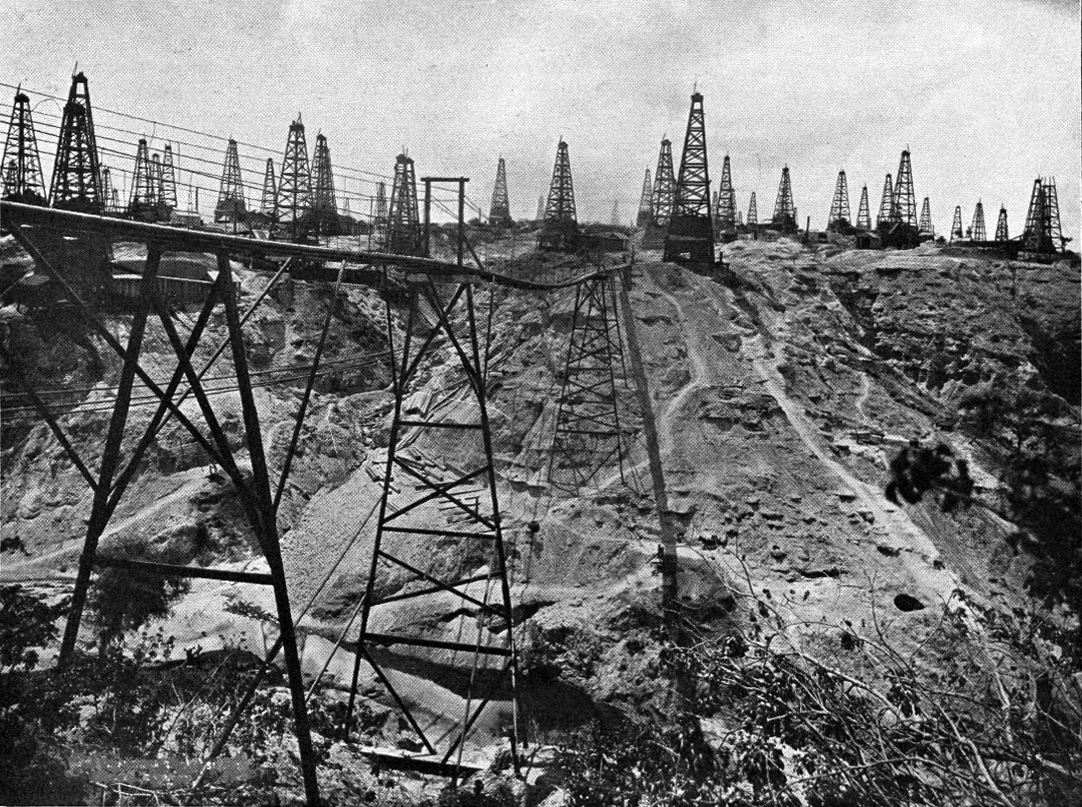
1900年代初在仁安羌的油井。